# Alltid den där Anette!
Alltid den där Anette! är en svensk ungdomsbok av Peter Pohl från 1988.
En skildring av en flicka som får skulden för allt tråkigt som händer på skolan där hon går. Författaren väljer att inta flickans perspektiv i förhållande till skolpersonal och andra myndighetspersoner, som försöker men inte lyckas hantera hennes inneboende ilska. Flickan, Anette, har en mycket hemsk bakgrund som förklarar mycket av hennes beteende och agerande. 
Christina Örnebjär vid institutionen för litteraturvetenskap och idéhistoria, Stockholms universitet, har skrivit uppsatsen Skola med guldkant: en studie av skolan i Peter Pohls 'Alltid den där Anette (2005).